# چیا چیائو لین
چیا چیائو لین (حروف چینی 林家翹; متولد ۷ ژوئیه ۱۹۱۶ - درگذشت ۱۳ ژانویه ۲۰۱۳) دانشمند ریاضیات کاربردی و استاد مؤسسه فناوری ماساچوست اهل آمریکا بود. وی به خاطر نظریه موج ضربه که در توجیه وجود کهکشان‌های مارپیچی نقش دارد؛ شناخته‌شده‌است.
او هم‌چنین در سال ۱۹۷۹ برنده جایزه دینامیک سیالات شد.